# Spongia floribunda
Spongia floribunda är en svampdjursart som beskrevs av Peter Simon Pallas 1766. Spongia floribunda ingår i släktet Spongia och familjen Spongiidae.
Artens utbredningsområde är Indiska oceanen. Inga underarter finns listade i Catalogue of Life.